# Filistia
Filistia (în ebraică פְּלֶשֶׁת, transliterat: Pəlešeṯ; limba greacă comună (LXX): Γῆ τῶν Φυλιστιείμ, romanized: gê tôn Phulistieìm), cunoscută și sub numele de Filistin Pentapolis, a fost o confederație de orașe din Levantul de sud-vest, care includea orașele Ashdod, Ashkelon, Ekron,  Gath, Gaza, și pentru un timp, Jaffa. A fost populată de Peleset, sau Filisteni, despre care se crede că a fost un popor indo-european care s-a stabilit în Canaan în jurul anului 1200 î.Hr.; ei aveau asemănări deosebite cu Civilizația miceniană. La expansiunea sa teritorială maximă, este posibil ca teritoriul său să se fi întins de-a lungul coastei Canaanite de la Arish în Sinai (Egiptul de astăzi) până la râul Yarkon (Tel Avivul de astăzi) și până la Ekron și Gath. Nabucodonosor al II-lea a invadat Filistia în 604 î.Hr., a ars Ashkelonul și a încorporat teritoriul în Imperiul Neo-Babilonian; Filistia și populația sa autohtonă filistenii dispar din înregistrările istorice după acel an.